# Passacaglia op DSCH
Passacaglia op DSCH is een compositie van Ronald Stevenson uit 1962, maar voltooid in haar huidige vorm in 1963.
Stevenson raakte geïnteresseerd in het muzikale DSCH-motief door de muziek van Dmitri Sjostakovitsj. Deze gebruikte zijn muzikale handtekening in onder meer zijn tiende symfonie en achtste strijkkwartet. Hij herhaalde het motief soms tot het obsessieve af. Stevenson bgon op Kerstavond 1960 aan wat zijn magnum opus zou worden, een passacaglia met als basis de notenreeks D-Es-C-B (in de Duitse notering D-Es-C-H). Op 18 mei 1962 voltooide hij het werk op twee fragmenten na: Lament en To emergent Africa, die later, toen de componist in Zuid-Afrika verbleef werden toegevoegd. De niet complete partituur kon wel aan de Russische componist worden overhandigd, toen die een bezoek bracht aan het Muziekfestival ven Edinburgh in 1962.
Het werk is een strikte passacaglia of chaconne, want alle muziek is gebaseerd op de DSCH in het lage register. Daarboven is een groot aantal variates geschreven, waarbij haast alle muzikale genres voorbijkomen. De sonate, fuga, rondo, suite zijn in deze compositie verwerkt, maar ook de fandango komt voorbij. Het werk dat soms meer dan 75 minuten duurt bevat wel secties, maar moet achterelkaar doorgespeeld worden; het is een van de langste stukken voor piano solo. Ook meer moderner technieken komen voor in het werk; in het gedeelte gewijd aan Afrika tokkelt de pianist direct op de snaren om de (uiteraard ontbrekende) percussieinstrumenten weer te geven.
Het moeilijkste deel heeft de componist bewaard voor de finale. Zonder de Rus de vergeten, die meeloopt in de baslijn, wordt ook een hommage gebracht aan Johann Sebastian Bach met het schrijven van een trippelfuga. Daarbij wordt de muzikale handtekening van Bach, het zogenaamde BACH-motief tegenover dat van de Rus gezet. De eerste fuga loopt over een motief van 12 tonen gehaald uit DSCH, de tweede zet BACH tegenover DSCH, het derde is een bewerking van Dies Irae-gezang met in de partituur erboven: Ter nagedachtenis van zes miljoen (voert terug op de. Holocaust). Het slotdeel Adagissimo barocco bestaat alweer uit variaties op de barokwijze. In dat deel zit ook een muzikaal citaat uit de tiende symfonie van de Rus.

## Opbouw
1. Paris Prima
  1. Sonata allegro
  2. Wals in rondovorm
  3. Episode
  4. Suite bestaande uit prelude, sarabande, jig, sarabande, menuet, jig, gavotte en polonaise
  5. Pibroch (Lament for the Children)
  6. Episode: arabeske variaties
  7. Nocturne
2. Paris Altera
  1. Reverie – fantasie
  2. fanfare- voortekenen, alarm en zicht op oorlog
  3. Variaties op, Vrede, Brood en het land
  4. Episode
  5. Fandango
  6. Pedaalwerk: To emergent Africa
  7. Middenepisode: etudes
  8. Variaties in C-mineur
3. Paris Tertia
  1. Adagio; hommage aan Bach
  2. Trippelfuga I: andamento
  3. Trippelfuga II: BACH
  4. Trippelfuga III: Dies Irae
  5. Laatste variaties op het grondthema (adagissimo barocco).

## Opmerkingen
- Qua tijdsduur wordt deze Passacaglia met gemak voorbijgestreefd door Vexation van Erik Satie, een werk dat soms langer dan 21 uur duurt; het werk is nog nooit door slechts één pianist uitgevoerd;
- een soortgelijk werk als de Passacaglia is The People United Will Never Be Defeated! van Frederic Rzewski dat 63 minuten duurt.